# Bhadrak
Bhadrak (o Bhadrakh) è una suddivisione dell'India, classificata come municipality, di 92.397 abitanti, capoluogo del distretto di Bhadrak, nello stato federato dell'Orissa. In base al numero di abitanti la città rientra nella classe II (da 50.000 a 99.999 persone).

## Geografia fisica
La città è situata a 21° 3' 10 N e 86° 31' 12 E e ha un'altitudine di 22 m s.l.m..

## Società

### Evoluzione demografica
Al censimento del 2001 la popolazione di Bhadrak assommava a 92.397 persone, delle quali 48.056 maschi e 44.341 femmine. I bambini di età inferiore o uguale ai sei anni assommavano a 12.132, dei quali 6.225 maschi e 5.907 femmine. Infine, coloro che erano in grado di saper almeno leggere e scrivere erano 59.821, dei quali 34.161 maschi e 25.660 femmine.